# Amazon Elastic File System
Amazon Elastic File System (Amazon EFS) es un servicio de almacenamiento en la nube proporcionado por Amazon Web Services (AWS) diseñado para proporcionar almacenamiento de archivos escalable, elástico, simultáneo con algunas restricciones, y cifrado para su uso con ambos servicios en la nube de AWS y recursos locales. Amazon EFS está diseñado para poder crecer y reducirse automáticamente a medida que se agregan y eliminan archivos. Amazon EFS es compatible con el protocolo Network File System (NFS) versiones 4.0 y 4.1 (NFSv4), y controla el acceso a los archivos a través de permisos de interfaz de sistema operativo portátil (POSIX).

## Casos de uso
Según Amazon, los casos de uso de este servicio de sistema de archivos suelen incluir repositorios de contenido, entornos de desarrollo, granjas de servidores web, directorios de inicio y aplicaciones de big data.

## Consistencia de los datos
Amazon EFS proporciona la semántica de coherencia de apertura tras cierre que las aplicaciones esperan de NFS.

## Disponibilidad
Amazon EFS está disponible en todas las regiones públicas de AWS hasta diciembre de 2019.